# Alice Montagu-Douglas-Scott
Prinsessan Alice, hertiginna av Gloucester, född Lady Alice Christabel Montagu-Douglas-Scott den 25 december 1901 i London, död 29 oktober 2004 på Kensington Palace i London, var dotter till John Montagu-Douglas-Scott, 7:e hertig av Buccleuch & Queensberry och hans maka Margaret Bridgeman.
Lady Alice Montagu-Douglas-Scott gifte sig 1935 på Buckingham Palace med prins Henry, hertig av Gloucester (1900-1974), tredje son till kung Georg V av Storbritannien och drottning Mary. Hon var därigenom ingift faster till drottning Elizabeth II.  
Prinsessan Alice var vid sin död vid 102 års ålder den person i den brittiska kungafamiljen som blivit äldst, till och med äldre än drottningmodern.